# Sahih Muslim
Sahih Muslim (Arabisch: صحيح مسلم) is een Hadithverzameling die door Moslim ibn al-Hajjaj is samengesteld. In het soennisme gelden Sahih Muslim en Sahih Bukhari als de twee meest gezaghebbende van de zes canonieke verzamelingen. De verzameling is voltooid in 250 AH (864/865 n.Chr.) en bevat ongeveer 7500 Hadith (inclusief herhalingen) verdeeld over 57 boeken.